# Borey
Borey – miejscowość i gmina we Francji, w regionie Burgundia-Franche-Comté, w departamencie Górna Saona.
Według danych na rok 1990 gminę zamieszkiwały 202 osoby, a gęstość zaludnienia wynosiła 14 osób/km² (wśród 1786 gmin Franche-Comté Borey plasuje się na 544. miejscu pod względem liczby ludności, natomiast pod względem powierzchni na miejscu 226.).